# 麥克拉肯縣 (肯塔基州)
麥克拉肯縣（英語：McCracken County）是美国肯塔基州西部的一個縣，北隔俄亥俄河與伊利诺伊州相望，西界田納西河；面積694平方公里。根据2020年美國人口普查，共有人口67,875人。縣治帕迪尤卡（Paducah）。該縣成立於1824年12月17日，縣政府成立於1825年，縣名紀念1812年戰爭中陣亡的肯塔基州議員維吉爾·麥克拉肯（Virgil McCracken）。